# Arvid Henriksson Tavast
Arvid Henriksson (Tavast), född omkring 1540, död 1599 i Viborg, var en svensk militär. 
Han nämns 1566 som småsven hos hertig Karl (sedermera Karl IX) och utmärkte sig i nordiska tjugofemårskriget 1570–1595 bland annat som ryttmästare för finska adelsfanan 1573–1575 och som överste för fotfolket i Finland 1578–1590. Han deltog i erövringen av Narva 1581 och sårades följande år under den misslyckade stormningen av Nöteborg.
I konflikten mellan Sigismund och hertig Karl tog han den förres parti och insattes 1598 av Sigismund som ståthållare på Viborgs slott, som efter en kort belägring följande år gav sig. Hertigen lät därefter halshugga honom och hans son Ivar, som under klubbekriget verkställt blodbad på bönder i Padasjoki.